# Days Gone
『Days Gone』（デイズ ゴーン）は、ソニー・インタラクティブエンタテインメントより2019年4月26日に発売された、オープンワールドのアクションアドベンチャーゲーム。
対応機種はPlayStation 4。Microsoft Windows向けのPCバージョンは2021年5月18日に発売された。キャッチコピーは『それでも、生きろ。』
2025年4月25日には、本作のリマスター版がPlayStation 5向けに発売された。
タイトルの「Days Gone」は、直訳すると「過ぎ去った日々」「～日経過」などを意味する。

## 概要
謎のウイルスの蔓延でフリーカーと呼ばれる感染者が発生、文明と秩序が崩壊した世界を舞台に、バイカーを生業とする主人公ディーコン・セントジョンとして極限状態をサバイバルしていくアドベンチャーゲーム。
人々は小さなコミュニティ「キャンプ」を作り、自給自足の苦しい生活をしているが、それぞれ敵対しており、フリーカーとは別にゲームの流れによって戦うことになるなど、オープンワールドゲームには珍しい濃いストーリー性も特徴。物資の少ない世界を表現するため、序盤に関しては自由度も少ない。
最大の特徴として、バイクで自由にフィールドを移動できることに加えて、「巣」にいる数十～数百体ものフリーカーの群れが一斉に襲い掛かってきて、それを多用な火器・ボウガン・火炎瓶・爆弾など、さまざまな方法で撃退することができる。
DLCとして、非常に高難易度な「チャレンジ」モードが追加された。フリーカーの大群を殲滅する「大群チャレンジ」や、野盗のキャンプを襲撃する「コンバットチャレンジ」、バイクに乗ってミッションを行う「バイクチャレンジ」など、様々なシチュエーションが用意されている。条件をクリアすることで、能力がアップする「指輪」「パッチ」を取得でき、パッチについては取得すると本編にも能力が適用される。

## あらすじ
プロローグ
ある年、謎の疫病の感染が世界中に広がり、パンデミックとなった。この疫病は、感染者を凶暴なゾンビのような怪物フリーカーに変貌させるため、至る所でフリーカーが人々を襲い、世界中が大混乱に陥った。
主人公のディーコン・セントジョンは、植物の専門家で製薬会社に勤めている妻サラと、バイカー仲間の相棒ブーザーと共に大混乱に陥った街からの脱出を図っていた。だが、ブーザーが負傷し、さらにサラも子供に腹部を刺されて重傷を負ってしまう。
ディーコンは2人とともに救助ヘリで脱出しようとするが、救助ヘリの対応に当たっていた大学院生オブライアンに、定員オーバーのため2人しか乗せられないと言われる。迷った末にディーコンは、ヘリにはサラ一人だけを乗せ、再会の約束として自分のモングルズの指輪を預け、自身はブーザーと共にその場に残った。
その後も疫病の感染は急速に拡大を続け、人類の大半が亡くなるか、感染によりフリーカーと化していった。これにより、人間社会と文明は完全に崩壊した。
序盤
パンデミックから2年後。わずかに残った生存者達は、各地に鉄柵で囲まれたキャンプを築き、自給自足の苦しい生活を送っていた。キャンプの外は荒廃した危険地帯になっており、至る所をフリーカーが徘徊している他、野盗やお尋ね者、カルト集団などの凶悪な人間達、さらには凶暴化した野生動物たちまでが蔓延っていた。
腕に覚えのあるディーコンとブーザーは、コープランド・キャンプのマーク・コープランドや、ホットスプリング・キャンプのエイダ・タッカーらの依頼を受けて、物資調達や人探し、お尋ね者の始末、フリーカーの駆除などを請け負う"賞金稼ぎ"を生業として暮らしていた。
また、その一方で、2年前のパンデミックの時に生き別れになった妻サラをずっと探し続けていた。だが、サラを乗せたヘリが向かった難民キャンプが全滅していたため、彼女の生存を諦めて気持ちに区切りをつけるべく、ブーザーと共に北への移住を計画していた。
そんな時、ブーザーが狂信的なカルト集団リッパーに襲われ、腕を焼かれて大火傷を負ってしまう。ディーコンはアジトでブーサーを安静にさせるため、単身で賞金稼ぎをこなしながら、ブーザーの治療法を探す。後にブーザーが敗血症を患ったため、アイアン・マイク率いるロストレイク・キャンプに移動し治療を受ける。
中盤
そんな中、ディーコンは国家緊急事態対応機構・通称NEROのヘリに遭遇し、防護スーツに身を包んだ隊員達がフリーカーやその痕跡を調査している様子を目の当たりにした。その隊員の一人が「オブライアン」と呼ばれたのを聞き、彼が2年前にサラを救助ヘリに乗せる時に対応した大学院生だと気づく。サラと同じヘリに乗ったオブライアンが生きているなら、サラも生きているかもしれない。そう考えたディーコンは、オブライアンと密かに接触することに成功し、他のNERO調査員の傍受を行うことを条件に、サラの消息を調べる約束を取り付けた。
アイアン・マイクの方針に反感を持っているスキッゾは、自らの身体に傷を刻んでいるカルト教団『リッパー』と内通して、ディーコンを騙してリッパーに引き渡してロストレイクの安全を確保しようとする。リッパーの教祖カルロスが、ディーコンのかつて所属していたバイカーギャングの一員だったであったことが判明する。
その後、『リッパー』がロストレイク・キャンプに襲撃してくる。ディーコンとブーザーはリッパーの村の上流にあるダムを破壊して、リッパーの村を水流で壊滅させて、ナイフでの戦いでカルロスを殺害する。
終盤
オブライアンの調査により、サラを乗せたヘリが南部地域にある別の難民キャンプに迂回しており、そのキャンプが民兵に襲撃されたことが判明する。ディーコンは、サラを探すためにセルセン山を越えて南部地域に行くこと決意。険しい雪の山道を抜けてダイヤモンドレイクに到着すると、南部地域で活動するデシューツ郡民兵の兵士たちに遭遇した。
さらに、民兵のキャンプを仕切っているデリック・クーリ大尉が、サラに預けたはずのモングルズの指輪をつけていることに気づく。サラが民兵に関わっていると踏んだディーコンは、クーリの信用を得て、民兵への正式入隊のために軍事要塞があるウィザード島を訪れる。民兵を率いるマシュー・ギャレット大佐に島を案内されたディーコンは、そこでついにサラと再会を果たす。サラは軍の研究者として、フリーカーに対抗するための殺ウイルス剤の研究を行っていた。
その後、軍の任務をこなしたり、サラと共に研究に必要な物資や機材の回収をしているうちに、かつてサラが勤務していた製薬会社クローバーデイルで行われていた極秘プロジェクトこそが、このパンデミックの元凶であったことが判明する。その極秘プロジェクトではサラが行っていた研究が内密に応用されていたため、サラはパンデミックが起きたのは自分のせいだと、自身を責める。
ラスト
やがて、ギャレット大佐の狂気と疑心暗鬼が加速していき、サラを始めとした科学者を「替えの効かない人材」として基地の奥に軟禁するようになる。サラの殺ウイルス剤開発が失敗したこともあり、二人は軍からの逃亡を図る。しかし、かつてロストレイクでの因縁があったスキッゾに遭遇し、脱走に失敗。スキッゾの偽証により、ディーコンは反逆者として収監され、サラはギャレット大佐に拘束されてしまう。
さらに、ギャレット大佐の指示によって、民兵は北部地域へと進軍してキャンプを襲い始める。クーリ大尉の手助けにより島を脱走出来たディーコンは、急いでブーザー達のいるロストレイク・キャンプへ救助に向かうも、スキッゾ率いる民兵の襲撃によりアイアン・マイクが命を落としてしまう。
ディーコンは、再び民兵に攻め込まれる前にこちらからウィザード島に撃って出ること、そしてギャレット大佐とスキッゾを倒してサラを救出することを決意する。ディーコン達は各キャンプの皆と共に決起して、燃料満載の改造した装甲トラックを突っ込ませて爆発させることで、ウィザード島の武器庫を爆破し、それを陽動にして襲撃する作戦を立てる。
トラックを運転するブーザーは、運転席から飛び降りずに突っ込んで爆発し、ブーザーの犠牲もあって戦況を有利に運ぶ。地下施設アークで、ナイフで襲いかかってきたスキッゾを返り討ちにしたディーコンは、ギャレット大佐から銃を突き付けられるが、突然ギャレット大佐は苦しみだして亡くなる。ギャレット大佐が飲んでいたお茶には、サラから集めるよう頼まれていた毒草が入っていたのだ。
エピローグ
トラックの爆発で死んだと思っていたブーザーは生きていた。ウィザード島の民兵組織は解体され、ウィーバー少尉によってキャンプとして再建することになる。ディーコンは「皆でこの世の中を変えていこう！」と、皆の前で演説をする。ロストレイクを居住地にしたディーコンは、再びウィザード島へと訪れ、落としていた指輪を見つけ「約束する」と誓うのだった。

## 登場人物

### 主要人物
ディーコン・リー・セントジョン（Deacon Lee St.John）
声 - 祐仙勇
本作の主人公。特定のキャンプには所属しない流れ者で、各キャンプの依頼(物資の調達やお尋ね者の始末等)を請け負う「賞金稼ぎ」を生業とする男。パンデミックが起こる前はバイカーギャングの「モングルズ」に所属しており、バイクをこよなく愛している。
モングルズ所属前にはアメリカ陸軍の第10山岳師団の一員としてアフガニスタンにて従軍した経験があり、戦地で敵の高射砲による砲撃を受けて自分の部隊の仲間が全滅する悲劇に見舞われた過去を持ち、軍時代の記憶は忌々しげに語る。軍人の頃に身につけた技能は健在で、銃火器を始めとする武器の扱いと近接格闘術に長けており、高い戦闘能力を持つ。その戦闘力で、この2年で数多くのフリーカーを始末してきた。
常につばを後ろにして帽子を被っており、モングルズのマーク入りのジャケットを着ている。背中と両腕にタトゥがあり、背中にはジャケットと同じモングルズのマークを、右首には最愛の妻サラの名前を彫っている。また、モングルズの指輪をしているが、2年前のパンデミックでサラを救助ヘリに乗せた際に、再会の約束としてその指輪を彼女に渡している。
喧嘩っ早く口が悪いが根は善良な性格であり、リッパーや野盗といった無暗に人を殺す輩を憎む等、正義感が非常に強い。生き別れた妻のサラを探し続ける、負傷した相棒のブーザーを助けるために尽力する等、自分の大切な人の為ならどんな苦労も厭わない。妻のサラへの愛情は極めて深く、彼女の写真を肌身離さず所持している他、リッキーに好意を向けられた時も自制した。女性・子供に対しては特に優しく、マリオンフォークスで保護したリサに対しても、キャンプで無理に働かせないようタッカーに配慮を求める等の思いやりを見せた。一方で、過酷な世界で生き抜いてきたために、敵には容赦のない苛烈さも持つ。
2年前のパンデミックで妻のサラをずっと探し続けている。サラが搬送されたという難民キャンプを訪れるも、壊滅していて生存者はおらず、彼女の生存を諦めてブーザーと共に北に移住する計画を立てていた。しかし、サラをヘリに乗せたオブライアンが生きていることを知り、さらに彼の調べでサラを乗せたヘリが別のキャンプに迂回していたことがわかったため、もう一度サラの捜索を開始する。そして、南部地域のウィザード島で、デシューツ郡民兵に従軍していたサラと再会を果たした。
サラを手助けするため民兵に入隊し任務をこなしていたが、彼女がフリーカーの治療を試みていることを知ってからは、その研究を手助けするべく民兵からの脱出を試みる。しかし大佐がサラをキャンプに軟禁し、更には民兵に入隊してきたスキッゾに陥れられ、処刑されかけるもクーリに助けられる。その後は、ブーザーや仲間たちと共に民兵との決戦に臨んだ。民兵を壊滅させ、スキッゾを倒してサラを救い出した後は、ロストレイク・キャンプに落ち着いた。
サラ・アイリーン・ウィテカー（Sarah Irene Whitaker）
声 - 坂本真綾
ディーコンの妻。植物の専門家で、パンデミック以前はクローバーデイルという製薬企業で植物の研究をしていた。また、サラ本人は知らなかったが、その研究はある極秘プロジェクトに内密で応用されていた。その極秘プロジェクトこそが、世界にフリーカーが溢れる原因となった感染症にまつわるものであり、それに気づいたインターン生の訴えを聞かずにいた。そのインターン生が自身の感染に気付かずカンファレンスでの告発を試みて、出席者たちにウイルスを広げてしまったことが世界崩壊の原因であり、そのことに強く責任を感じている。
研究所に向かう途中で車が故障し立ち往生していた時に、偶然バイクで通りかかったディーコンと出会い、助けられた。その後、ディーコンと交際するようになり、彼からのプロポーズを受けて結婚した。
2年前のパンデミック時の混乱中に、子供に腹部をナイフで刺され負傷。ディーコンに助けられて救助ヘリまで運ばれるが、定員オーバーのため自身だけが救助ヘリコプターに乗せられ、ここでディーコンやブーザーと生き別れる。
難民キャンプに搬送されたが、そのキャンプがフリーカーに襲われて壊滅。そこで死んだと思われていたが、彼女は研究員として高い権限を持っていたため、他の高権限者と共にヘリで南部地域の難民キャンプに搬送される。その後、手術を受けて一命を取り留める。怪我が治った後は、各地の難民キャンプを回ってディーコンを探したが、どこのキャンプも壊滅して生存者は一人もいなかったため、ディーコンは死んだものと考えた。その後、拠点としていたキャンプがデシューツ郡民兵襲われるも、彼女の知識を必要としたギャレット大佐の指示でウィザード島で従軍。現在は少尉の地位にあり、フリーカーの感染症を治療して元の人間に戻すための「殺ウイルス剤」の研究開発を行っている。他の民兵たちからは「ウィザード島の魔女」と呼ばれている。
後に、人材を失うことを恐れた大佐に軟禁され、ディーコンと共に脱出を試みるもスキッゾの妨害で失敗。再び捕われるが、仲間と共に攻め込んできたディーコンを大佐が殺そうとした際、ハーブティーに仕込んだドクニンジンで大佐を毒殺し、その窮地を救った。
民兵壊滅後は、ディーコンと共にロストレイク・キャンプに移り住んだ。
ウィリアム・"ブーザー"・グレイ（William“Boozer”Gray）
声 - 竹田雅則
ディーコンの相棒のバイカー。スキンヘッドで頭にタトゥーを入れている。ディーコンとは付き合いが長く、お互いに全幅の信頼を寄せている。サラからも兄のように慕われており、彼らの結婚式に唯一参列した人物でもある。見た目は強面だが義理人情に厚く、ディーコンと同じく正義感が強い。大の犬好きであり、ディーコンに子犬をプレゼントされた際には、子供のように無邪気に喜ぶ一面を見せた。ジョアニーという妻がいたが、世界崩壊前に交通事故で彼女を失っている。
序盤にリッパーに襲撃された際に右腕をバーナーで焼かれ、重度の火傷を負う。ディーコンの指示でアジトに留まって安静にするが、後に重い敗血症を発症し、ロストレイク・キャンプに収容された。その後、症状が悪化したためアディの手術によって右腕を切断し、ディーコンが集めた部品で製作された義手を装着された。当初はキャンプの北東にある農場で農作業をしていたが、ディーコンが単身で南部地区に行ってからは、ロストレイク・キャンプの警備主任に抜擢された。
民兵との決戦の際には、換装した義手を用いてトラック爆弾の運転を担当。ウィザード島の門に突っ込んで自爆したかと思われていたが、直前で飛び降りて生存しており、ディーコンたちと共にロストレイク・キャンプに帰還した。
ジェームズ・オブライアン（James O'Brian）
声 - 木村良平
NEROの一員。常に白い防護服に身を包んでおり、黄色の防護服を着た人物達に守られている。2年前のパンデミック当時は大学院生で、ディーコンが負傷したサラをヘリに乗せる際に対応した。物語中盤にてディーコンと思わぬ形で再会し、サラの消息を調査するよう依頼される。その際、交換条件として他のNERO隊員が行っているフリーカーの研究の傍受をディーコンに依頼した。
幾度となく依頼のやり取りをした後、彼のもたらした情報でディーコンがサラの生存を確信。ディーコンがサラと再会した後は、再び取り引きをし、NEROのヘリで二人を脱出させようとするも、スキッゾの妨害で失敗してしまった。
エンディング後に出現するミッションにて、その正体が記憶と理性を保ったフリーカーであることが発覚する。NERO上層部の陰謀によって彼も情報を隠されており、自分たちが辿る運命のことを知らなかった模様。最後はディーコンに正体を明かし、「直に来る」、「誰にも止めることは出来ない」と意味深な警告を残して去った。
リサ・ジャクソン（Lisa Jackson）
声 - 内藤有海
はぐれた両親との再会のため、荒廃したマリオンフォークスでずっと独りで暮らしていた少女。ディーコンによると、サラの妹に似ている。
タッカーの依頼でディーコンに救助され、ホットスプリング・キャンプで保護された。しかし、タッカーのやり方に着いていけず、精神的に疲弊していたところをリッパーに攫われ拷問を受ける。ディーコンに救出された後、彼の勧めでロストレイク・キャンプに行くが、キャンプ暮らし自体に嫌気が差していたのか後に脱走する。それからしばらく行方が分からなっていたが、ディーコンがスキッゾに嵌められてリッパーに拘束された際、リッパーと同様に髪を剃り落として全身に傷をつけた姿でディーコンの前に現れる。リッパーに加わってしまったかに思われたが、内心では屈服しておらず、ディーコンの拘束を解いて逃がす。それがバレてリッパーに殺されそうになったが、危機一髪のところをディーコンに助けられ、リッパーのキャンプから逃走。しかしロストレイク・キャンプには戻りたがらず、再び姿を消した。
エンディング後に出現するミッションでは、賞金を受け取るために仕留めたフリーカーの耳を持ってロストレイク・キャンプのディーコンの前に現れ、過酷な世界で一人生き抜くドリフターとなった姿を見せた。

### コープランド・キャンプ
マーク・コープランド（Mark Copeland）
声 - 津田健次郎
生存者キャンプ「コープランド・キャンプ」のリーダー。ラジオ・フリーオレゴンを放送し、自身の思想を流布することでカリスマ的な地位を得る。語っている思想は、フリーカーの出現は全て政府による陰謀だというものが中心であり、ディーコンや他の生存者からは「陰謀論者」と揶揄されている。とは言え全くの陰謀論という訳でもなく、彼のラジオには事実が少なからず含まれており、特に「フリーカーの蔓延をNERO上層部が仕組んだ」という主張は当たらずとも遠からずであった。
祖父が狩人だったために、自身も世界崩壊前から狩猟を行なっており、狩りや動物の習性などのサバイバル知識が豊富で、キャンプを巨大な木を利用して作ったのも彼のアイディアである。顔面には、獣によって付けられたと思われる、大きな三本の傷跡がある。キャンプで発見できるコレクションによると、世界崩壊前には娘がいたらしい。
キャンプの信頼度を最大まで上げていれば、民兵との最終決戦に仲間と共に駆けつけてくれる。
エマニュエル・"マニー"・メンデス（Emmanuel“Manny”Mendez）
声 - 後藤光祐
コープランド・キャンプの住人。メカニック。ディーコンとは顔馴染み。何かと空回ることが多いが、ディーコンは同じメカニックとして彼を気にかけている。
キャンプで発見できるコレクションによると、世界崩壊前には恋人がいたらしい。
キャンプの信頼度を最大まで上げていれば、民兵との最終決戦に仲間と共に駆けつけてくれる。

### ホットスプリング・キャンプ
エイダ・タッカー（Ada Tucker）
声 - 八百屋杏
生存者キャンプ「ホットスプリング・キャンプ」のリーダー。白髪で初老の女性。働かぬものは暮せないという厳しい規律をキャンプ内で敷いており、キャンプのメンバーには「奴隷」ともとれる程に苛烈な労働を強いている。その上十分な食料を与えないため、メンバーの反発を招く事も多い。また、ディーコンに依頼して仕留めた賞金首の遺留品をコレクションして、賞金首が苦しむ様を想像して楽しむなど、悪趣味な一面を持つ。
世界崩壊前は女子刑務所の看守をしており、キャンプの運営もその経験をもとにして刑務所のように行っている。主人公へは賞金首の依頼をする。リサとは顔馴染みで、パンデミック以前は近所に住んでいたという。マリオンフォークスで発見できるコレクションによると、世界崩壊前に夫を闘病を苦にした自殺で失っている。
アルカイ・ターナー（Alkai Turner）
声 - 田村真
ホットスプリング・キャンプの副官。カウボーイハットがトレードマークで、キャンプでは商店を営んでいる他、警備や敵の追跡などもこなしている。キャンプで発見できるコレクションによると、絵心がある。
キャンプの信頼度を最大まで上げていれば、民兵との最終決戦に仲間と共に駆けつけてくれる。
レオン（Leon）
声 - 佐々木啓夫
ホットスプリングス・キャンプで治療用の薬品をアルヴァレスと共に盗んで逃走し、その過程でアルヴァレスを裏切って彼女に致命傷を負わせる。
ディーコンとブーザーが、レオンを追うところからゲームはスタートする。追跡劇の末の銃撃戦で致命傷を負い、死を覚悟するものの生きたままフリーカーに食われることは嫌がり、生かして放置すると脅されてディーコンたちに隠した薬品の場所を吐き、一思いにトドメを刺してもらった。
死体はその場に放置されてフリーカーに食い荒らされており、イベント後に訪れると彼の白骨死体を確認できる。
アルヴァレス（Alvarez）
声 - 森夏姫
ホットスプリングス・キャンプのメンバーの一人。レオンと共に薬品を盗んで逃走していたが、裏切られてレオンに殺された。ディーコンやブーザーとは顔馴染みの友人であった。あるミッションで、ディーコンが墓地の前でフリーカーに食われないよう、彼女の遺体を燃やすことになる。

### ロストレイク・キャンプ
"アイアン"・マイク・ウィルコックス（“Iron” Mike Wilcox）
声 - 間宮康弘
生存者キャンプ「ロストレイク・キャンプ」のリーダー。ウエスタンハットをかぶっている博愛主義者の穏健派。平和主義者であり、リッパーと協定を結んでいる。元々はディーコンと共に働いていたが、流れ者となったためあまり良く思っていなかった。しかし、ディーコンの活躍により次第に信頼をするようになる。
元はシャーマンズキャンプの住民だったが、世界崩壊後の混乱の中、住民たちが疑心暗鬼に陥り二つのグループに分かれて内乱状態となり、最後の殺し合いの末に自分を含めた二人だけが生き延びた、という凄惨な過去を持つ。穏健派なのはこの経験のためであり、基本的に人嫌いな面を持ちながらも、同じ悲劇を繰り返さないよう話し合いの場を持とうと努力するようになった。また、キャンプで発見出来るコレクションによると、世界崩壊前に妻が癌で病死している。
しかし、自身を排してキャンプ乗っ取りを企てるスキッゾの思惑を知りながらも、「そういう人間とも上手くやっていかねばならない」と警備のトップを任せる等、シャーマンズキャンプの一件が彼を平和主義に固執させてもいた。ディーコンは彼の信念に一定の理解を示しつつも「リッパーとだけは相容れない」と散々警告していたが、「俺のやり方に口を出すな」と全く聞き入れず、その後スキッゾの裏切りによりリッパーのキャンプ襲撃を招き、多数の死傷者を出してしまう。更にそのスキッゾすら「公平な裁判は望めないため」と彼を処刑せず追放で済ませた。結局スキッゾは恩を仇で返し、物資を持ってきたと和解を持ちかけるふりをして民兵を引き連れキャンプを襲撃、またも多くの死傷者を出し、自身も銃撃されて致命傷を負う。ディーコンがサラを見つけたことを報告した際に、自身の考えが間違っていたと言い、ロストレイク・キャンプを守ることを託して息を引き取る。
その一貫した姿勢はキャンプの生存者達から多くの人望を集めており、先述の通りディーコンも全否定はしていなかった。彼の死後には住民たちがマイクのためにとディーコンと共に決起し、共に民兵に立ち向かった。
リッキー・パティル（Rikki Patil）
声 - 木下紗華
ロストレイク・キャンプの副官。黒髪の女性で、ディーコンやブーザーとは顔馴染み。釣り好きの元機械技工士。兄2人と父親の影響で機械いじりが好きであり、自身も17歳で航空機メーカーに入社している。世界崩壊時には機械技師の学校に通学中であった。アイアンマイクを慕っており、男勝りではあるが、キャンプやそのメンバーを大事に思う気持ちは誰よりも強い。
元から同性愛者なのかは不明だが、アディとは恋仲。彼女と二人でシャワーを浴びていた時、運悪くその様子をスキッゾに覗き見られてしまったという。
ディーコンのことは、キャンプに落ち着く前から何かと気にかけており、過去に囚われる彼に苦言を呈しつつも幾度も手助けする。民兵との決戦にも参加し、見事生き延びてロストレイク・キャンプに帰還した。
父と兄たちがいたが、世界崩壊時に生き別れている。
レイモンド・"スキッゾ"・サルコジ（Raymond“Skizzo” Sarkozi）
声 - 浪川大輔
ロストレイク・キャンプのメンバーで、野球帽をかぶっている。元はギャングだったと称しているが、キャンプで発見できるコレクションによると大学を優等学位で卒業しているなど、その経歴は疑わしい。
性格・態度は尊大にして傍若無人。野心家でもあり、キャンプの一員ではあるが、アイアン・マイクのやり方に近年はよく思っておらず、彼を排してキャンプを仕切ろうとも思っている。ディーコンに対しても流れ者であるため信用しておらず、事あるごとに当たり散らしている。
ディーコンとは数度の共闘を経て若干打ち解けるも、キャンプを守るために「ディーコンとブーサーを渡す代わりにロストレイクの安全を保障する」という密約をカルロスと交わしており、ディーコンを裏切ってリッパーに引き渡した。この行動がリッパーのロストレイク・キャンプ襲撃を招き、多数の死傷者を出す事となった。ただし(少なくともこの時までは)根っからの悪人ではなく、鉱山で仲間2人が死亡していた様子を見た時は悲痛な表情を浮かべており、ディーコンを裏切る際にも苦渋の決断だった事がうかがえる。
リッパーとの密約が発覚した後は捕われたが、公平な裁判は望めないというアイアン・マイクの判断で処刑は免れ、ロストレイクを追放される。その後、ウィザード島の民兵に加わった際にディーコンと鉢合わせし、咄嗟に虚言を交えて彼の正体を大佐に告発して陥れ、ディーコンとサラの脱走を妨害した。この時にはかつての仲間としての情等は既になく、ロストレイクに復讐すべく民兵と共に乗り込み、アイアン・マイクを騙し討ちにして殺害する。
民兵ではクーリの後釜として大尉の座に収まり、決戦の際には爆弾でアークを吹き飛ばそうとするもディーコンに阻止される。最期は、報復に燃えるディーコンに追い詰められ、揉み合いの末に腹に自身のナイフを突き刺されて致命傷を負い、喉を切り裂かれて死亡した。
アディソン・"アディ"・ウォーカー（Addison“Addy”Walker）
声 - 朴璐美
ロストレイク・キャンプのメンバー。黒人の女性で、キャンプで唯一人の医者。医療設備や薬は足りていない状況だが、診療所で患者を懸命に治療している。けが人や病人を放っておけない優しい性格で、突然現れたディーコンの依頼も断ることなく、敗血病のブーザーを治療した。後に実は医師ではなく獣医だったことが判明するが、ディーコンはそれでも彼女は最高の医者だと認めている。また、同性愛者であり、リッキーと恋仲。彼女と二人でシャワーを浴びていた時、その様子をスキッゾに見られてしまったという。
民兵との決戦にも参加し、負傷した民兵を前にして自ら医者を名乗り、治療に当たった。その後はリッキーと共にロストレイクに帰還した。

### リッパー
カルロス（Carlos）/ ジェッシー・ウィリアムソン（Jessie Williamson）
声 - 木内秀信
リッパーの長で、リッパーのカリスマ的存在。その正体は、かつてディーコンやブーザーと同じバイカークラブ「モングルズ」に所属していたジェッシー・ウィリアムソンであった。しかし、麻薬の取り合いの末に当時のメンバーの一人を殺してしまい、仲間殺しを最大の禁忌とするクラブリーダーのジャックにより破門にされた上、背中のタトゥーを焼き潰された。この時に狂気を発し、「人間を構成する全ては焼き払えるものだ」という歪んだ悟りを開いて、これを教えとしてリッパーを築き上げた。
タトゥーを焼かれた際、ディーコンやブーザーらに押さえ付けられており、その事で二人を恨んで配下のリッパーたちに二人を狙わせていた。ディーコンやブーザーのタトゥーを焼いたのもその意趣返しである。
アイアンマイクの拠点を襲撃後、ディーコンやブーザーによって上流にあるダムを破壊されて、水流によってリッパーの村を壊滅させられる。リッパーとの決戦の際には、ディーコンとナイフで一騎打ちを演じて敗北、喉を切り裂かれる最期を迎えた。
ディーコンはジェッシーの非道極まる行いに怒りを覚えつつも、彼のタトゥーを焼く手助けをしたことには「悪かったよジェッシー」「ジャックを説得すべきだった」と、悔恨の言葉を口にしている。

### デシューツ郡民兵
マシュー・ギャレット大佐（Matthew Garret）
声  - 手塚秀彰
デシューツ郡民兵を率いる総司令官で、口髭の生えた白人男性。ウィザード島に要塞を築いて拠点とし、強大な軍隊を率いている。人間の統率を求め、フリーカーとの戦争に勝利して世界に秩序を取り戻すことを目的に掲げている。民兵の運営に対しては、兵士同士の男女交際を禁じたり、裏切り行為や脱走を絶対に許さないなど、厳しい規律を敷いている。
同時に自身の思想に宗教を絡めており、一見して冷静に見えるがその実は狂気を帯びている。真っ当な生存者のキャンプすらも襲って南部地区を蹂躙した。幾度も人間に裏切られたことから、フリーカーよりも人間を敵視しており暴走している。
医師ドックの死後は、さらに人間不信となって狂気的な一面がますます過激化し、ストーリー終盤ではスキッゾに唆されて北部地域にも進軍しようとする。民兵とディーコン達との決戦の末に、乗り込んできたディーコンと揉み合いになるが、サラによって仕込まれたドクニンジンで毒殺された。
デリック・クーリ大尉 （Derrick Kouri）
声 - 杉村憲司
デシューツ郡民兵の兵士で、ダイヤモンドレイクのキャンプを仕切っているスキンヘッドの黒人男性。ロングコートを羽織っており、ディーコンがサラに渡した指輪を身に着けていた。ディーコンと同じく元軍人で、戦略空軍に身を置いていた。イベントでの会話や、キャンプで発見できるコレクションによると、妻子がいたが世界崩壊時に失っている。
当初は民兵に忠実に見えたが、実際は民兵の中では正気を保った人格者でキャンプの部下達からも慕われている。内心ではギャレットの事を「イカれている」と評して危険視していた。
後に造反者として処刑されそうになったディーコンを処刑すると見せかけ島から連れ出すと同時にクーリも自身に賛同した部下達と共にギャレットから離反する、その際にディーコンに指輪を返し、クーリ自身も仲間と共に島を脱出し東へと向かう。ディーコンも彼に感謝して「軍時代を思い出すたびに胸糞悪くなるんだが、あんたのような男の下にいれば違ったのかもな」と、共に敬礼を交わして別れた。
"ドック"・アルトゥーロ・ガルシア・ヒメネス大尉（Arturo Garćia Jiminez）
声 - 阪口周平
デシューツ郡民兵の専属医。ギャレットとは古くからの友人。世界崩壊後には貴重な腕の良い医師であり、ディーコンの火傷の治療をする。以前はバイカー達の治療にもあたっていたらしく、ディーコンが元バイカーであることを見抜いていた。
ドック自身は医者という立場のため、島から出してもらえない事を不満に思っており、物資調達の際ディーコンに同行させてくれないかと頼むこともあった。
後にテイラーによって殺害される。
ジェームズ・ウィーバー少尉（James Weaver）
声 - 櫻井トオル
デシューツ郡民兵の研究者である黒人男性。巨大な爆薬を制作するためディーコンに素材集めを依頼する。後に大群を倒す兵器としてナパーム火炎瓶を開発する。腕は確かだが態度は軽薄であり、サラを口説こうとして腕をへし折られそうになったこともあったという。
ディーコンとサラが脱出を図った時には、それまでの恩からか二人を見逃した。民兵との決戦ではスキッゾに殺されかけるもディーコンに救われ、生き延びる。エンディング後は、ウィザード島の新たなまとめ役となった。
ウェイド・テイラー（Wade Taylor）
声 - 後藤ヒロキ
デシューツ郡民兵の新人兵士。元はドリフターであったが、ディーコンと同期で入隊した。ディーコンからは「間抜けだが良いやつ」と評されており、良く言えば気さくで陽気、悪く言えば軽薄で不真面目。民兵を戦争ごっこ程度にしか思っておらず、発覚すると厳罰が待っていると知りながらも薬物取引者と接触を図り、その事をディーコンに嬉々として話す等、危機感を全く持っていない。
野盗を深追いしすぎて捕まった際には、脅迫に屈さなかったがために片耳を削ぎ落とされる重傷を負い、ヒメネスに治療された。その後は診療所の警備につく。
後に麻薬中毒であったことが判明し、ヒメネスを殺害して（本人曰く殺すつもりはなかった。ドックに対しては「何度も俺を助けてくれたのに」と悔やむ様子を見せていた）薬を盗んで軍から逃亡する。ディーコンも麻薬中毒には勘付いていたが、テイラーがサラを探していることを密告しなかったことに配慮して黙っており、それが悲劇を招いたと悔やむこととなった。
後にスキーロッジでディーコンに発見され、絞首刑にされることだけは嫌だと縋り、受け入れたディーコンにより麻薬を過剰摂取され温情死する。最終的にはクーリによって野盗とともに火葬された。
グレン・ラッセル伍長（Glen Russell）
声 - 赤坂柾之
デシューツ郡民兵の兵士で、ダイヤモンドレイクのキャンプの一員。レイジャーに襲われていたところをディーコンに助けられる。
民兵壊滅後は、クーリが去った後のダイヤモンドレイク・キャンプのまとめ役となる。
マリンズ二等兵（Mullins）
声 - 武田幸史
デシューツ郡民兵の兵士で、ダイヤモンドレイクのキャンプの一員。レイジャーに襲われていたところをディーコンに助けられる。

### その他
ジム・ムーア（James Moore）
声 - 増元拓也
サラがかつて務めていた研究所の元警備員。昔、クローバーデールまでサラを迎えに行った時に、ディーコンを撃とうとした。パンデミック後に研究所に仲間と立てこもり、その際に多くの研究者たちを殺害、ディーコンとサラが研究所に来た際には仲間に指揮をとったり研究所のシステムの主導権を握っていたが、最終的にサラに射殺される。

## 登場する敵

### フリーカー(Freakers)
2年前にパンデミックとなった疫病に感染し、変異した人間や動物。下記に示すように様々な種類がいるが、それらを総称して「フリーカー(感染者)」と呼ぶ。ゾンビのような外見をしているが、甦った死者ではなく、生きている（このため、フリーカーに殺された犠牲者がフリーカーになる、といったゾンビのような増殖はしない）。個体によって様々な服を着ているが、これは人間だった頃に着ていたもの。
人間だった頃の知性は失われており、言葉を話すこともなく、本能的で凶暴。身体能力は上がっているが、ドアを開けるなどの行為はできない。生物であれば、人間でも動物でも見境なしに襲う。音に敏感で、物音を立てると襲って来る習性を持つ。光が苦手で、暗く冷たい場所を好む。そのため、日中は巣に籠っていることが多く、夜間や悪天候時に活動が活発化する。マップ各所の廃屋や洞窟・トラックのコンテナ等の中に木や紙を詰め込んで巣を作っており、その巣を焼き払うことで、周辺のフリーカーの数を減らすことができる。フリーカーの巣や体臭はかなりの悪臭で、お互いの体臭を嗅ぎ取ることで群れて行動している。
フリーカーは、パンデミック当初はスウォーマーやニュートしかいなかったが、時間の経過と共に進化しており、スクリーマーやブリーチャーなどの強力な変異体が出現してきている。討伐の証拠品として耳を回収して換金可能であり、各々のキャンプで通貨に変えられる。
フリーカー同士でも人間のフリーカーと動物のフリーカーは互いを敵と見なす他、スウォーマーとニュート、スウォーマーとブレイカーなどは人型同士でも敵対しており、フィールドで接触した場合は殺し合いを始める。
スウォーマー
成人の男女のフリーカー。フリーカーの基本形態で、登場する個体数が最も多い。通常は2～3体で行動しているが、100体を超える大群で群れていることもある。素手で掴みかかってきたり、噛みつく攻撃をしてくる。
少数程度ならショットガンや格闘武器で対処できるほどであまり脅威ではないものの、大量に襲ってくると銃による制圧は難しく、爆弾などを利用する必要がある。
ニュート
子供のフリーカー。スウォーマーより小柄で、屋根など高い場所を好む。通常は見つかっても攻撃を仕掛けてこないが、ディーコンの残りHPが少なかったり、ニュートの縄張りに侵入した場合は攻撃を仕掛けてくる。ディーコンの首や肩に乗るように回り込み、素手や噛みつきで攻撃してくる。体力は非常に少なく、2～3発の銃撃で倒せる。
ブリーチャー
男性のスウォーマーのアルビノ変異体。挙動などは一般的なスウォーマーに準ずるが、その名の通り体色が白く、筋肉質で攻撃力が高い。
スクリーマー
女性のスウォーマーの変異体。自身は殆ど攻撃しないが常に周囲を警戒しており、生存者を見つけると大きな叫び声をあげて、周囲のフリーカーを呼び寄せ、自身は逃走する。また、この叫び声を聞くとディーコンは目眩状態となり、スタミナに大ダメージを受ける。
他フリーカーと違い、感染・変異前の記憶が僅かに残っているのか、人間とほぼ変わらぬ声色で鼻歌を口ずさんでいることがある。
ブレイカー
男性のスウォーマーの変異体。筋骨隆々のマッチョ体型のフリーカー。恐ろしくタフで凄まじい筋力を持ち、そのパワーを生かした攻撃を繰り出す。何度かダメージを食らうと、必殺の体術攻撃を繰り出してくる。中盤のミッションのボスとして初登場し、その後はスウォーマー等とともにフィールドでも登場する。
リーチャー
男性のスウォーマーの変異体。頭と両肩に生えている白い毛と、手の鋭い爪が特徴。スウォーマーとは桁違いのパワーとスピードを持ち、ブレイカーに次いで耐久力も高い。死角の後ろ側から迫ってくることが多く、不意を突かれると一方的に攻撃される危険がある。
終盤のミッションのボスとして初登場し、その後はスウォーマー等とともにフィールドでも登場する。なお、作中では「時速65kmで走れる」と評されているが、実際にはバイクに追いすがるほどの速さはなく、あくまで瞬間的な速さと見られる。
大群
大勢のスウォーマーたちが集まって出来た群れ。各地の洞窟や廃墟などを巣としており、大群がディーコンの近くにいると専用のBGMが流れる。朝の間は巣の中でじっとしているが、夜が近づくと全員で外へ出て、餌場や水場に向かう。また、明るい時間帯でも巣の近くで銃声などの音がすると一斉に飛び出してくる。
群れごとに規模の差があり、最小なら25〜30体程度、小規模なら50体から75体程度だが、中規模な群れだと100体から120体前後、大規模な群れとなれば300体、最大規模で500体にも達する。小さな群れの場合なら広範囲を攻撃出来る爆弾などの武器と、アトラクターなどの一箇所に大群をおびき出す道具があれば対処出来るが、大型の群れは本作でも最大の強敵であり、強力な武器だけでなく、トラップを使ったり周囲の地形を利用したりといった戦略が求められる。
基本的には倒さなくてもクリア可能なエンドコンテンツ的な存在だが、いくつかの群れは終盤のミッションでボスとして登場する。

### 動物
狼
感染していない野生の狼。人間社会の崩壊に伴って数を増やし、凶暴化している。ディーコンを発見すると遠吠えで仲間を呼び、数匹の群れで襲いかかってくる。多い時には5～6匹の群れで襲い掛かってくる上、動きも俊敏。倒した後の死骸からは肉を剥ぎ取れる。原則的に動物は高所に登ることができないため、近くに人工物があればその上に避難することで有利に戦える。
熊
感染していない野生の熊。所謂ハイイログマであり、一般的にはグリズリーと呼ばれる。動物の敵としては最も耐久力・攻撃力が高く、下手なフリーカーを遥かに凌ぐ強敵。序盤のミッションのボスとして初登場し、その後はフィールドでも登場する。倒した後の死骸からは肉を剥ぎ取ることができ買取価格も高いが、その耐久力の高さからまともに戦うと物資弾薬を消費しやすい。こちらも建物の屋根やバンの上などの高所には登ってこれない。
クーガー
感染していない野生のクーガー。俊敏かつ狡猾で、ディーコンを発見すると忍び寄って奇襲を仕掛けてくる。倒した後の死骸からは肉を剥ぎ取れる。
鹿
感染していない野生の鹿。非敵対生物であり、ディーコンを視認すると走り去る。多い時は4～5匹の群れで現れるため、全て倒して剥ぎ取ればまとまった収入源になる。鹿の足音にはスクリーマーや大群が反応するため、場合によっては周辺のフリーカーを呼び寄せてしまうこともある。
カラス
感染していない野生のカラス。こちらも非敵対生物であり、近寄るとすぐに飛び去り視界にすら殆ど入らないため、ほぼ背景としての存在である。このためプレイヤーからは気付かれにくいが、このカラスからも肉は剥ぎ取れる。

### 動物のフリーカー
動物のフリーカーは、作中では狼と熊、カラスが登場する。動物の場合も耳や嘴を回収して換金できる。
ランナー
狼のフリーカー。非常に俊敏かつ凶暴で、バイク同等以上のスピードで走ることができる他、バイクに乗った人間を跳ね飛ばすほどの力を持つ。通常と狼と同じく高所には登れず、一般的な自動車程度の高台に登って射撃すれば比較的安全に戦闘可能。
レイジャー
熊のフリーカー。感染前と比較して巨大化しており、変異途上の段階で既に体重は400kgを超え、ブレイカー以上の極めて高い耐久度を誇る。凶暴性も増しており、鋭利な牙や爪による非常に高い攻撃力は脅威となる。動物系クリーチャー共通の特徴としてステルスキルもできないため、大群を除けば本作最大にして最強のクリーチャーである。後半のミッションのボスとして初登場し、その後はスウォーマー等とともにフィールドでも登場する。高難易度の場合は普通に倒すことは困難であり、建物の屋根やバンの上などの高所には登ってこれないので、戦闘前に射撃可能な高所を確保する必要がある。
クライアー
カラスのフリーカー。大群で行動し、空から獲物に向かって嘴で突く攻撃を行う。非常に素早いため、銃を構える際にはフォーカスで狙う必要がある。木の枝の上に巣を作っており、これを焼き払うことで数を減らすことができる。

### 人間
野盗
生存者のうち、各地の生存者キャンプに避難していないならず者達。マップの各地で窃盗や強盗を行い、物資を盗む。ディーコンのバイクの部品を盗もうとすることもある。銃火器や鈍器、刃物などの武器で攻撃してくるほか、フリーカーや動物と違って狡猾な戦法を取り、ガソリンスタンドの物陰や茂みの中など隠れられる場所での待ち伏せ、辺りに転がる死体の中に死んだふりをして紛れ込んでの不意打ち、木の上や崖上への狙撃手の配置、フィールドへの罠(トラバサミや鳴子、地雷やワイヤートラップ)の設置といった様々な手口でディーコンに襲いかかる。地下シェルター付きの独自のキャンプを築き、活動拠点にしている。野盗のキャンプは、制圧するとディーコンのアジトとして使えるようになり、ファストトラベルの拠点として利用できるようになる。
リッパー
フリーカーを崇拝しているカルト集団。メンバーは全員がスキンヘッドで、体中に切り傷があるのが特徴。また、意匠としてR.I.Pの文字を使用する。疫病に感染していないが、フリーカーになることを望んでいて、そのために自ら体を切り刻んでいる。自分たちのことは「悟りし者」、自分たち以外の生存者のことは「迷いし者」と呼び、「我を捨てよ」、「自由になれ」といった教義と思しき言葉を声高に叫ぶ。野盗と同じく、銃火器や鈍器、刃物で武装しており、生存者を勧誘するため襲い掛かる。勧誘を断られた場合はバーナーで腕を焼く、全身を切り付けるなど、残虐な拷問を行う。「リッパー(Ripper)」とは「切り裂く者」を意味する。
崇拝の対象であるフリーカーに遭遇した場合は逃走や抵抗は一切せず、自らその身を捧げるように食い殺される。
ゲーム中盤でディーコンとブーザーの手により、本拠地としていたアイアンビュートのキャンプ場をダムの爆破による水流で一掃され、リーダーであるカルロスも倒されたことで壊滅する。しかし、僅かに残った残党がその後も活動しており、ゲーム後半に彼らと対峙するサブミッションが出現する他、フィールドにも敵として出現する。
アナーキスト
世界崩壊から間もない頃に現れた狂気的な武装集団の一つで、リッパーより前から活動している。キャンプに忍び込んでは生存者の喉を切り裂いて殺害し、物資を強奪ないし破壊する残虐な手口で知られていた。アルファベットのAの横棒を引き伸ばし、そこに重ねるように円の図形を組み合わせた奇怪な意匠と、謎の積み石を各地に残している。一部のサブミッションでのみ、敵として出現する。
NERO（ネロ）
国家緊急事態対応機構。国家警察や軍に代わってフリーカーの生態調査などを行っているはずの、謎の集団。初期に基地としていた避難所やベースキャンプはフリーカーにより壊滅し、ほとんどはフリーカーの巣窟となっている。現在はヘリコプターで移動し、ボンベを背負った防護服を装備してマップ各地を調査している。彼らの着ている防護服は特注のもので、刃物や銃弾に対する高い防御性を発揮するため、ディーコンの攻撃がほとんど効かない。
デシューツ郡民兵
南部地区で活動している民兵組織。指揮官はマシュー・ギャレット大佐で、ウィザード島に巨大な要塞を築き拠点としている。フリーカーの根絶と人間社会の復興を目的としているが、軍以外のキャンプの人間や野盗たちも敵視している。そのため、ストーリー終盤では北部地域に進軍し、ロストレイクキャンプを襲撃する。
人的規模は他のキャンプとは比較にならず、前哨基地であるダイヤモンドレイクのキャンプでだけでも100名もの兵士がいる。また、機関銃や火炎放射器など強力な装備を所持しており、高い戦闘力を持っている。ロケットランチャーまで保有しているため、NEROのヘリコプターですら民兵の支配する地域の上空を飛行することを避けている。
物資不足のため、全員共通の隊員服はない。代わりに民兵の紋章をあしらった腕章を配給している。また、規律を非常に重んじる組織体制になっており、隊員同士での男女交際が禁じられている他、組織を裏切る行為や脱走などは絶対に許されない。規律違反を犯した者は、ウィザード島にある絞首台に引き出され、絞首刑に処される。
内部にはギャレット大佐の狂気的なやり方に反感を覚えていた者も多く、大佐が死亡した後はそうした者たちによって通常の生存者キャンプとして再編された。そのため、敵として対峙するのはディーコンが民兵から離反した後からクリアまでの、ゲーム終盤のみである。